# Jane Wiedlin (musikalbum)
Jane Wiedlin är ett självbetitlat musikalbum av Jane Wiedlin och hennes första soloalbum. Det släpptes 1 januari 1985.

## Låtlista
1. "Blue Kiss" (Kirsch/Wiedlin) - 3:27
2. "Goodbye Cruel World" (Wiedlin/Lord) - 3:49
3. "Sometimes You Really Get on My Nerves" (Wiedlin/Lord) - 3:36
4. "East Meets West" (Wiedlin) - 3:36
5. "Somebody's Going to Get Into This House" (Kirsch) - 3:43
6. "Forever" (Wiedlin/Lord) - 5:08
7. "Modern Romance" (Wiedlin/Kieffer) - 5:15
8. "I Will Wait for You" (Hunter) - 3:47
9. "One Hundred Years of Solitude" (Wiedlin) - 4:43
10. "Where We Can Go" (Wiedlin/Hunter) - 4:12
11. "My Traveling Heart" (Wiedlin) - 4:07